# 卡斯特里略德尔瓦尔
卡斯特里略德尔瓦尔，是西班牙卡斯蒂利亚-莱昂布尔戈斯省的一个市镇。总面积23平方公里，总人口565人（2001年），人口密度25人/平方公里。